# トウヨウミツバチ
トウヨウミツバチ（東洋蜜蜂）Apis ceranaはミツバチの一種。東アジア、東南アジア、南アジアに分布する。ニホンミツバチ（日本蜜蜂）は本種の亜種Apis cerana japonicaである。

## 分類
Apis koschevnikoviと姉妹種で、両種ともセイヨウミツバチ Apis melliferaと同じ亜属に属す。

### 亜種
Engel (1999)により以下の8亜種に分類される。
- Apis cerana cerana Fabricius (= sinensis) (チュウゴクミツバチ) - アフガニスタン、パキスタン、インド北部、ベトナム北部、中国南部海岸、 台湾, 朝鮮半島、沿海州[6]
- Apis cerana heimifeng Engel (チュウゴククロミツバチ) – 中国北部の高地
- Apis cerana indica Fabricius (インドミツバチ) - インド南部、スリランカ、バングラディッシュ
- Apis cerana japonica Fabricius (ニホンミツバチ) - 日本
- Apis cerana javanaEnderlein (ジャワミツバチ) - ジャワ島から東ティモール
- Apis cerana johni Skorikov (スマトラミツバチ) - スマトラ島
- Apis cerana nuluensis Tingek, Koeniger and Koeniger (ボルネオミツバチ) - ボルネオ
- Apis cerana skorikovi Engel (= himalaya) (ヒマラヤミツバチ) - ヒマラヤ山脈中部～東部 (Ruttner, 1987)

しかし、最近の分子系統解析では、記載されている亜種のいくつかは、ボルネオのApis koschevnikoviとフィリピンのApis nigrocinctaの誤同定の可能性が指摘されている。ボルネオのApis cerana nuluensisは現在は単独種Apis nuluensisとされている。

## 生態
本種のコロニーは、おそらく別の巣の個体による侵入に対する防御のために、巣の入り口が小さく、中の空洞に複数の櫛を持つ巣を作ることで知られている 。食物は花粉と花の蜜である。他のミツバチと同様、本種は高度な社会行動を取る。
ニホンミツバチは巣に侵入したスズメバチを「熱殺蜂球」（ミツバチボール）と呼ばれる手法で蒸し殺すことでも知られる。熱殺蜂球に参加したミツバチは寿命が半減するが、次に襲来したスズメバチ相手に積極的に熱殺蜂球に参加して、他の仲間のミツバチの寿命が減る事を防いでいることが研究により明らかになっている。